# 豊田潤多郎
豊田 潤多郎（とよだ じゅんたろう、1949年（昭和24年）8月22日 - ）は、日本の大蔵官僚、政治家。医療法人淳宰晃会理事長。
大蔵省大臣官房企画官、医療法人淳宰晃会副理事長、衆議院議員（2期）、新進党京都府連合会会長、自由党京都府総支部連合会会長、衆議院財務金融委員会理事、新党きづな国会対策委員長などを歴任した。
実父は宮崎神経科嵯峨病院(現嵯峨さくら病院)創立者の宮崎淳臣、息子は医師、実業家の豊田剛一郎で、剛一郎の元妻はフリーアナウンサーの小川彩佳。

## 経歴

### 生い立ち
京都府京都市出身。京都市立衣笠小学校、灘中学校・高等学校を経て、東京大学法学部第2類（公法コース）卒業。

### 官界
- 1972年4月 大蔵省入省、主計局総務課配属。
- 1973年10月 貿易大学校で国際金融・経済・貿易の研修、大蔵省で経済理論研修、外務省で外務研修[4]。
- 1976年5月 外務省在ニューヨーク日本国総領事館 副領事（国際金融・経済）
- 1979年7月 大蔵省証券局資本市場課 課長補佐（企業の増資・起債）
- 1981年6月 大蔵省主計局総務課 課長補佐（企画）（国家予算）[5]
- 1982年6月 大蔵省主計局 主計官補佐・通産第三係主査（中小企業対策予算）[4]
- 1983年6月 近畿財務局 理財部次長（近畿の金融・証券）
- 1985年7月 大蔵省大臣官房会計課 課長補佐（総括）（大蔵省の予算）[6]
- 1986年6月 大蔵省銀行局保険部保険第一課 課長補佐（総括）
- 1987年7月 大阪国税局 間税部長（近畿における間接税）
- 1989年6月 沖縄開発庁振興局 振興総務課長（大蔵省より出向、沖縄の振興開発予算）
- 1990年7月 大蔵省大臣官房企画官を退官

退官後は、実父創設の医療法人淳宰晃会宮崎神経科嵯峨病院の副理事長に就任した。

### 政界にて
1993年（平成5年）の第40回衆議院議員総選挙に旧京都2区から新生党公認で出馬し、初当選。新生党の解党に伴い、新進党結党に参加。小選挙区比例代表並立制導入後初めて実施された1996年（平成8年）の第41回衆議院議員総選挙では京都4区から新進党公認で出馬するが、落選。
2000年（平成12年）の第42回衆議院議員総選挙にも京都4区から自由党公認で出馬するが、再び落選。自由党は比例近畿ブロックで3議席を獲得し、豊田は比例名簿の上位に搭載されていたが、京都4区での得票率が有効投票総数の10%に届かない8.06%で供託金を没収され、比例復活の権利を失った（名簿順位が繰り下がり、中塚一宏が当選）。公職選挙法上の比例復活の制限規定は2000年の同法改正で新設されており、この制限が適用されたのは豊田の例が初であった。2006年には、医療法人である淳宰晃会にて理事長に就任した。
2009年（平成21年）の第45回衆議院議員総選挙に民主党から比例近畿ブロック単独で出馬し、13年ぶりに国政へ復帰した。2011年（平成23年）2月17日、民主党政権交代に責任を持つ会の会長代行に就任。離脱表明時は民主党会派として財務金融委員会理事という役職を持っている。同年12月28日、党代表でもあった内閣総理大臣の野田佳彦が打ち出した消費増税策に反対して、民主党幹事長の輿石東宛に離党届を出し、新党きづなの結党に参加。国会対策委員長となる。2012年（平成24年）2月7日、民主党は離党届を認めず除籍（除名）処分とした。同年11月、国民の生活が第一に合流した。
同年12月の第46回衆議院議員総選挙では日本未来の党公認で京都4区から出馬するも落選。1万票にも届かず、得票率は4.2%。再び供託金を没収された。同月、日本未来の党の分党に際しては小沢一郎らと行動を共にし、生活の党の結成に参加した。生活の党では、京都府第4区総支部にて総支部長に就任した。
2014年12月の第47回衆議院議員総選挙では生活の党の公認を受け近畿ブロックから比例単独3位で立候補したが、落選。
2021年10月16日、立憲民主党が第49回衆議院議員総選挙比例近畿ブロックに豊田を擁立すると発表。単独31位で立候補したが落選。

## 大蔵省同期
- 津田広喜（（株）日本取引所グループ取締役会議長、財務事務次官、主計局長、大臣官房長、大臣官房総括審議官、東京税関長）
- 木村幸俊（商工組合中央金庫副社長・副理事長、国税庁長官、関税局長、東京国税局長）
- 渡辺博史（国際協力銀行代表取締役総裁、財務官、国際局長、国際局次長、大臣官房審議官（国際局担当））
- 滝本豊水（弁護士、大臣官房審議官（大臣官房担当）兼財金研究所次長）
- 五味廣文（金融庁長官、金融庁監督局長、金融庁検査局長）
- 武田宗高（JT副社長、内閣府審議官（沖縄担当）、内閣府政策統括官（沖縄政策担当））
- 藤原隆（ジャスダック証券取引所会長、金融庁総務企画局長）
- 金井照久（沖縄振興開発金融公庫理事長、財務総研所長、国土交通省政策統括官）
- 村上喜堂（国税庁次長、国税庁課税部長、国税庁調査査察部長）
- 村木利雄（佐賀銀行代表取締役会長、国税不服審判所次長、国税庁長官官房審議官（酒税担当））
- 潮明夫（オリックス銀行代表取締役社長、人事院事務総局公平審査局長）